# Kosca
Kosca este o arie protejată (arie specială de conservare — SAC, sit de importanță comunitară — SCI) din Slovenia întinsă pe o suprafață de 89,61 ha, integral pe uscat.

## Localizare
Centrul sitului Kosca este situat la coordonatele 45°58′11″N 14°45′17″E / 45.9697°N 14.7546°E.

## Înființare
Situl Kosca a fost declarat sit de importanță comunitară în aprilie 2013 pentru a proteja 1 specie de animale. Situl a fost protejat și ca arie specială de conservare în aprilie 2015.

## Biodiversitate
Situată în ecoregiunea continentală, aria protejată conține 1 habitat natural: Izvoare petrifiante cu formare de travertin (Cratoneurion).
La baza desemnării sitului se află o specie protejată de  nevertebrate: Austropotamobius torrentium.